# William J. Flynn (Regierungsbeamter)

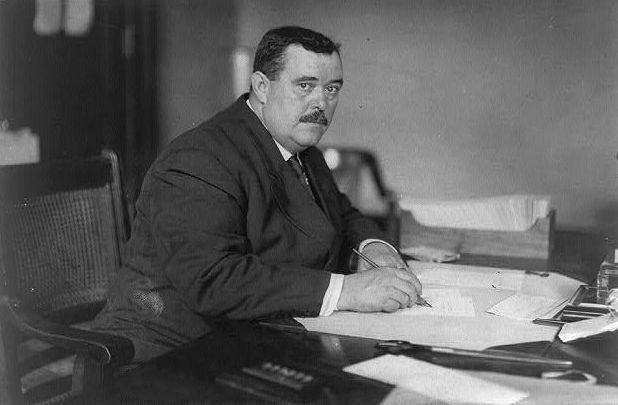
William J. Flynn (1910)

William James Flynn (* 18. November 1867 in New York City; † 14. Oktober 1928 in Larchmont, New York) war ein US-amerikanischer Regierungsbeamter. Am 1. Juli 1919 wurde er der vierte Direktor des Bureau of Investigation (BOI), aus dem später das Federal Bureau of Investigation (FBI) hervorging. Sein Amt legte er am 21. August 1921 nieder. Während des Ersten Weltkrieges war er beim Secret Service beschäftigt.